# أستراليا المفتوحة 2010
هنا قائمة ببطولات أستراليا المفتوحة لسنة 2010:

## الأبطال

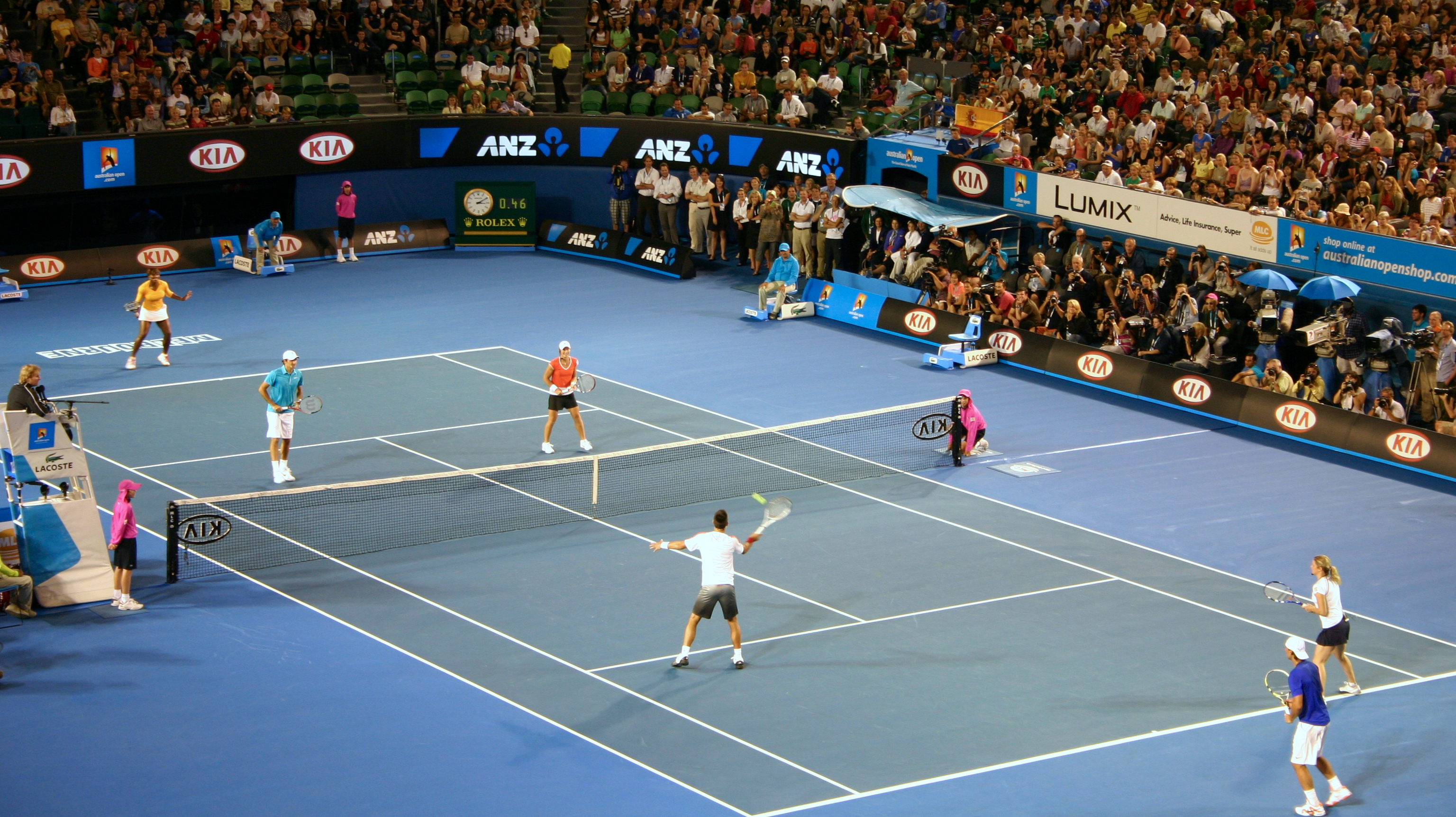
المباراة الاستعراضية التي خاضها نجوم اللعبة والتي ذهبت أرباحها لضحايا زلزال هاييتي.

### فردي رجال
روجر فيدرير هزم.  اندي موراي, 6–3, 6–4, 7–6(11)

### فردي سيدات
سيرينا ويليامز هزمت.  جوستين هينان, 6–4, 3–6, 6–2

### زوجي رجال
بوب براين /  مايك براين هزما.  دانييل نيستور /  نيناد زيمونيتش, 6–3, 6–7(5), 6–3

### زوجي سيدات
سيرينا ويليامز /  فينوس ويليامز هزمتا.  كارا بلاك /  ليزيل هوبر, 6–4, 6–3

### زوجي مختلط
كارا بلاك /  ليندر بايس هزما.
 ايكاترينا ماكاروفا /  ياروسلاف فينسكي, 7–5, 6–3